# 神田錦町
神田錦町（日语：／ Kanda-nishikichō */?）是東京都千代田區的地名。現行行政地名為神田錦町一丁目至神田錦町三丁目。2013年8月1日為止的人口為729人。住居表示未實施地區。郵遞區號101-0054。

## 地理
位於千代田區北部，屬神田地域。北鄰神田小川町、神田神保町，東與內神田、神田美土代町間以本鄉通為界，南與大手町間以日本橋川為界，西與一橋間以白山通為界。神田錦町為商業地區，多辦公大樓與商店，近年出現多間投資用公寓與學校陸續。東部的神田錦町一丁目以東為本鄉通，中部的神田錦町二丁目多辦公大樓、警察署、大學等，西部的神田錦町三丁目西側為白山通，東西向的千代田通（千代田通り）穿越三丁目。

## 歷史
江戶時代，此地為武家地，以此地南北向的道路「錦小路（にしきこうじ）」作為地名。

### 地名由來
旗本一色（いっしき）氏（祖籍三河國一色莊）在此地有兩棟屋敷，因此此地小路稱作「二色（にしき）小路」，後變為「錦（にしき）小路」。

## 交通
東西向的神田警察通（神田警察通り）貫穿本町，三丁目有東西向的千代田通。南端日本橋川上有首都高速都心環狀線，當地附近有神田橋出入口。
町域内沒有鐵路站，可利用北側的神保町站、小川町站、淡路町站、新御茶之水站、御茶之水站，南側的竹橋站、神田站等。

## 設施

### 神田錦町一丁目
- 東京天理教館（日语：東京天理教館）
- 天理教錦江大教會
- 大鵬藥品工業（日语：大鵬薬品工業）
- 金剛藥品
- 東京都藥劑師會館
- 日清製粉集團本社
- Ministop神田錦町1丁目店－登記上為本店所在地。
- 北日本銀行（日语：北日本銀行）東京支店
- 紅葉銀行東京支店
- 英爍思（インソース）
- 神田橋公園

### 神田錦町二丁目
- 神田警察署

### 神田錦町三丁目
- 學士會館（日语：学士会）
- 神田稅務署
- 錦城學園高等學校（日语：錦城学園高等学校）
- 正則學園高等學校（日语：正則学園高等学校）
- 博報堂（本社在港區芝浦）
- Ohmsha（日语：オーム社）
- 竹尾本社
- 都自動車（日语：都自動車）

## 備註
1. ↑  千代田区ホームページ - 町丁別世帯数および人口（住民基本台帳）：平成25年8月1日現在 的存檔，存档日期2013-10-27.